# Когда все дома
«Когда́ все до́ма» (бывшее название — «Пока́ все до́ма») — российская телевизионная развлекательная передача о частной жизни известных деятелей культуры. Автор и бессменный ведущий программы — Тимур Кизяков.
Программа выходит в эфир с 8 ноября 1992 года. Изначально продолжительное время транслировалась на «1-м канале Останкино» и ОРТ/«Первом канале». С 2017 года выходит на телеканале «Россия-1».

## О программе

### История и структура

Первый логотип передачи «Пока все дома» (1992—2005), написанный ведущим на мониторе компьютера «Quantel Paintbox»

Заставка передачи «Пока все дома» на «Первом канале» (2005—2017)

В 1992 году, после закрытия Главной редакции программ для детей и юношества ЦТ СССР, у её бывших работников — ведущего и автора передачи «С утра пораньше» Тимура Кизякова, режиссёров Юлии Косаревой и Татьяны Баталовой, и сценаристов Людмилы Зайцевой, Александра Шахназарова и Натальи Чичко — появилась идея воскресной утренней развлекательной передачи на смену закрытой годом ранее «Утренней почте», главными действующими лицами которой должны были стать семьи известных российских деятелей культуры. Тимур Кизяков придумал программе название «Пока все дома» и сразу стал её ведущим, хотя поначалу творческая группа представляла в качестве ведущего человека, более близкого к театру.
По другой версии, название «Пока все дома» придумал один из сотрудников передачи, впоследствии ушедший из неё из-за разногласий с Кизяковым ассистент режиссёра Александр Боярский.
Создатели программы сразу же установили правило: так как передача предназначена для семейного просмотра, в ней не должны фигурировать ненормативная лексика, включая сленг, вульгарный новояз и мат, и то, что нельзя смотреть детям в присутствии родителей. Поскольку Косарева и Шахназаров имеют непосредственное отношение к театру, по их инициативе самыми первыми гостями программы стала семья Олега Табакова.
В программе были постоянные рубрики:
- «Зверьё моё» — о домашних животных и не только;
- «Очумелые ручки» («Очень умелые ручки»). Является наследником детской передачи «Умелые руки», выходившей в 1960-е—1970-е годы[13]. Постоянным ведущим рубрики с 8 ноября 1992 по 26 декабря 2010 года был «заслуженный очумелец» (также «народный очумелец») Андрей Бахметьев[14][15]. После 2010 года не выходит.
- «У вас будет ребёнок» (с 3 сентября 2006 года) — рубрика рассказывает о детях из российских детских домов, пропагандирует приёмные и патронатные семьи и способствует усыновлению детей[16]. Ведущая рубрики — Елена Кизякова (жена Тимура Кизякова)[17]. Данная рубрика и подводки к ней вырезались из записей передачи, публиковавшихся на официальном сайте «Первого канала». После перехода рубрики на «Россию-1» видеопаспорта появляются на сайте канала в качестве отдельных записей, но по-прежнему вырезаются из полных выпусков.

Некоторые знаменитости принимали участие в программе более одного раза. Несмотря на принципиальный отказ создателей программы от нескольких профессий гостей, были случаи, когда её героями были телеведущие (Андрей Караулов, Светлана Сорокина, Александр Невзоров, Екатерина Андреева, Виктор Гусев, Иван Ургант, Дмитрий Дибров, Леонид Парфёнов, Леонид Якубович, Максим Шарафутдинов, Александр Гордон, Виталий Елисеев, Алексей Лысенков, Юрий Николаев и др.), бизнесмены (Михаил Куснирович) и политические деятели (Андрей Козырев, Дмитрий Рогозин, Сергей Неверов, Анатолий Вассерман) вместе со своими семьями. До сентября 2001 года в сетке вещания «Первого канала» также присутствовали повторы программы в утреннее или дневное время по будням.
В первые годы рубрик в программе было гораздо больше. Ранние её выпуски почти полностью состояли из рубрик («Театрали-вали», «Всем не угодишь», «С миру по нотке», «Уголок клиполюба»). Разговор за чайным столом дома у знаменитостей тоже был рубрикой и назывался «Семейные сцены». Очень скоро эта рубрика стала главным содержанием программы, остальные появлялись время от времени. Несколько лет регулярно выходила рубрика юридического содержания «По всем статьям» с Тарасом Науменко. Дольше всех, до конца 2010 года продержались только «Очумелые ручки». С 2011 года в программе остаётся только одна рубрика — «У вас будет ребёнок».
С 2005 по 2017 год в заставке звучала песня, чью музыку и слова сочинил актёр Вадим Тонков. Её исполнителями стали Татьяна Рузавина, Сергей Таюшев и Сергей Таюшев-младший.
Александр Боярский вспоминал, что из-за конфликта с ведущим, в какой-то момент воспринявшим себя автором и хозяином передачи, из неё стали уходить люди, стоявшие у её истоков:

Мы стали ссориться, не подходили друг другу творчески. Да и его всегда манило не столько творчество актёра, сколько «бытовуха»: женитьбы, разводы. Мне это стало просто неинтересно, и мы с Александром Шахназаровым начали снимать другие программы, хотя Саша и продолжал писать тексты для Тимура и вопросы героям «Пока все дома». А сейчас эту программу — вернее, обновлённую и с другим, но похожим названием — я уже не смотрю. Первые выпуски на «России-1» посмотрел и понял, что от той передачи не осталось ничего. Да и видно, что Тимур от неё устал.

Последними гостями программы на «Первом канале» были Анастасия и Захар Заволокины.

### Инцидент с видеопаспортами
В декабре 2016 года в ряде печатных и интернет-СМИ появилась информация о том, что ведущие и производители программы «Пока все дома» зарабатывают деньги на производстве видеопаспортов для детей-сирот. По сведениям корреспондента «ТАСС» Татьяны Виноградовой, всё это время Кизяков делал видеопаспорта детей-сирот за счёт Минобрнауки России, один видеопаспорт стоил 100 тысяч рублей. Тендер в год — 10 миллионов рублей. Параллельно Кизяков начал инициировать судебные иски против благотворительных организаций, делающих такие же видеопаспорта детей из других детских домов, но собственными силами и с привлечением своих волонтёров. Возмущение со стороны руководителей благотворительных фондов и СМИ вызвал факт, что компания Кизякова и зарегистрированный им же бренд «Видеопаспорт» пытались заниматься устранением конкурентов и стали фактическими обладателями эксклюзивного права на производство видеороликов с сиротами и на получение на них государственных субсидий.
На «Первом канале» началась проверка поступившей в СМИ информации. По словам источника РБК в руководстве «Первого канала», выяснилось, что компания Тимура Кизякова ООО «Дом», производившая программу с 2016 года, получала деньги за эту рубрику из трёх источников: с телеканала-вещателя (за производство программы на аутсорсе), государства (за производство видеопаспортов) и со спонсоров (производителя керамической плитки).
Всего, по данным СМИ, Минобрнауки России выделило на производство роликов видеопаспортов о детях-сиротах 110 млн рублей. 30 августа 2017 года Генеральная прокуратура России начала проверку по факту публикаций о возможных нарушениях при освоении бюджетных средств.

### Уход с «Первого канала»
В августе 2017 года появилась информация о том, что ещё в мае «Первый канал» расторг контракт с производителем программы в лице ООО «Дом». По некоторым сведениям, причиной расторжения является подтверждение факта финансовых махинаций со стороны ведущих программы Тимура и Елены Кизяковых: они действительно брали деньги из трёх источников на производство видеопаспортов детей-сирот для рубрики «У вас будет ребёнок».
После первых сообщений о закрытии Кизяков выступил с критикой «Первого канала», обвинив его в задержках финансирования, и заявил, что «Пока все дома» имеет преимущество перед другими компаниями, также снимающими видеоролики о детях-сиротах. О каких конкретно проектах идет речь, он не уточнил. Финансирование производства видеопаспортов детей, по его мнению, всегда шло от государственных структур: или от Минобрнауки, или же от российских региональных властей. Спонсоры, как отметил Кизяков, переводили деньги не на счета передачи, а направляли их в органы опеки. Сообщения о махинациях и источниках финансирования он назвал «клеветой». Ведущий также рассматривает возможность заключения контракта с другим телеканалом и продолжить показывать «Пока все дома» дальше. В более позднем интервью телеканалу «Дождь» Кизяков сказал, что причины его ухода с канала совпадают с аналогичными у параллельно ушедшего с «Первого» Андрея Малахова (желание руководства канала видеть в качестве героев передачи больше политических деятелей, чем ранее).
На «Первом канале» поначалу эту информацию комментировать отказывались. Чуть позже руководство канала дало официальный комментарий агентству «РИА Новости»: «У передачи несколько лет падали рейтинги, при этом производители не хотели ничего менять. Точку в этом вопросе поставил скандал с так называемыми видеопаспортами детей-сирот для рубрики „У вас будет ребёнок“. После этого доверие аудитории к передаче упало».
Новым местом работы Тимура Кизякова вместе с командой стал телеканал «Россия-1». С 10 сентября 2017 года программа выходит на данном телеканале под названием «Когда все дома с Тимуром Кизяковым». Первым героем обновлённой программы был Борис Корчевников с матерью Ириной.
До появления передачи на канале «Россия-1» с октября 2016 по сентябрь 2017 года выходила аналогичная еженедельная передача Евгения Додолева «Семейный альбом», а до этого, с февраля 2006 по август 2015 года в таком же жанре транслировалась программа «Субботник» (запущенная в 2004 году как проект помощи в быту). В свою очередь, после ухода «Пока все дома» «Первый канал» запустил два проекта с подобной концепцией — «Честное слово» с Юрием Николаевым (выходил с 9 июля 2017 по 5 сентября 2021 года) и «В гости по утрам» с Марией Шукшиной (выходил с 21 января по 3 июня 2018 года во время перерыва «Честного слова»).

## Премии
- «ТЭФИ» в номинации «Лучшая познавательная программа» (1996[40], 2006[41]).
- Премия Правительства Российской Федерации в области средств массовой информации (2015) — за реализацию проекта «Видеопаспорт ребёнка»[42].

## Пародии
- В 2009 году команда КВН «DasISTfak’t» сняла пародию на данную программу под названием «„Пока все дома“ на чешском языке»[43]. Ещё одну пародию на эту программу показала команда КВН «Максимум» в 2006 году[44].
- Программу дважды пародировали в передаче «Большая разница» — в первом случае объектом пародии стала рубрика «Очумелые ручки» (Тимура Кизякова пародировал Александр Олешко, а Андрея Бахметьева — Сергей Бурунов[45]), во втором случае бралась ситуация, если бы съёмочная группа программы оказалась в гостях у тогдашнего мэра Москвы Юрия Лужкова (Юрия Лужкова пародировал Виктор Андриенко, а Тимура Кизякова — Александр Лобанов[46]).